# Kharan (Distrikt)
Der Distrikt Kharan (Urdu ضلع خاران) ist ein Verwaltungsdistrikt in Pakistan in der Provinz Belutschistan. Sitz der Distriktverwaltung ist die Stadt Kharan.

## Geografie
Der Distrikt befindet sich im  Zentrum der Provinz Belutschistan. Ein Großteil von Kharan besteht aus rauem, bergigen und wüstenartigem Gelände.

## Klima
Das Klima in Kharan ist trocken und entspricht dem des benachbarten Distrikts Washuk. Staubstürme treten in jeder Jahreszeit auf. Während der Sommersaison sind die Tage heiß und die Nächte kühl. Der Winter ist trocken und kalt.
|                       | Jan | Feb | Mär | Apr | Mai | Jun | Jul | Aug | Sep | Okt | Nov | Dez |   |      |
| Mittl. Tagesmax. (°C) | 13  | 20  | 32  | 35  | 42  | 46  | 45  | 41  | 39  | 36  | 27  | 22  | ⌀ | 33,2 |
| Mittl. Tagesmin. (°C) | 0   | −1  | 10  | 16  | 22  | 27  | 27  | 23  | 17  | 14  | 6   | 4   | ⌀ | 13,8 |
|                       |     |     |     |     |     |     |     |     |     |     |     |     |   |      |
| Niederschlag (mm)     | 70  | 2   | 0   | 0   | 0   | 0   | 0   | 1,7 | 0   | 0   | 0   | 9   | Σ | 82,7 |

| 0 |

| −1 |

| 10 |

| 16 |

| 22 |

| 27 |

| 27 |

| 23 |

| 17 |

| 14 |

| 6 |

| 4 |

| 0 |

| −1 |

| 10 |

| 16 |

| 22 |

| 27 |

| 27 |

| 23 |

| 17 |

| 14 |

| 6 |

| 4 |

## Geschichte

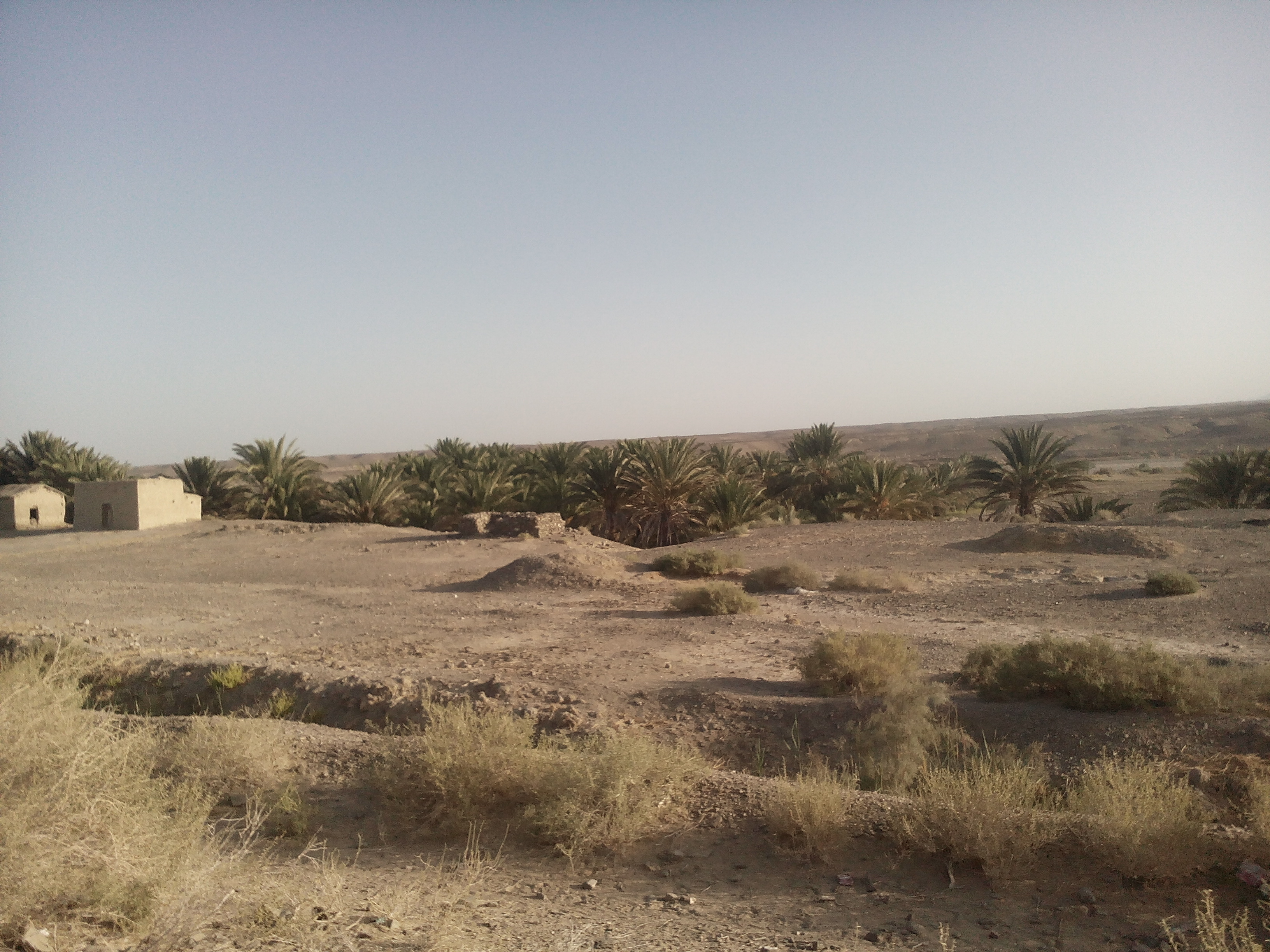
Landschaftsimpression

Da die Region um Kharan aufgrund ihres trockenen Klimas und der kargen Böden landwirtschaftlich kaum nutzbar war und über wenige offensichtliche Ressourcen verfügte, spielte sie in der Geschichte nur eine untergeordnete Rolle und teilte weitgehend das Schicksal der benachbarten Gebiete. Die politische Macht lag traditionell in den Händen örtlicher Machthaber.
Im Distrikt gibt es alte archäologische Zeugnisse früher menschlicher Kultur, so eine Reihe von Bewässerungssystemen und Dämmen, die nach Überlieferungen von Zoroastriern errichtet wurden. Diese Anlagen dienten dazu, Regenwasser und das mitgeführte fruchtbare Sediment aufzufangen und für landwirtschaftliche Zwecke nutzbar zu machen.
Der Distrikt war das Zentrum des Fürstenstaats Kharan, der von 1697 bis 1952 bestand und seit 1884 unter britischer Oberhoheit Teil von Britisch-Indien war. Am 15. März 1952 wurde der Distrikt Kharan eingerichtet. Im Jahr 2005 wurde der flächenmäßig größte südwestliche Teil als eigenständige Verwaltungseinheit Washuk ausgegliedert.

## Verwaltungsgliederung
Der Distrikt war bei der Volkszählung 2017 administrativ in zwei Tehsils (Kharan und Sur Kharan) und ein Sub-Tehsil (Tohmulk) unterteilt.

## Demografie
| Jahr | Einwohnerzahl |
| ---- | ------------- |
| 1998 | 96.900        |
| 2017 | 162.766       |

Nach der Volkszählung 2017 lebten in Kharan 162.766 Einwohner auf 14.958 km² (Bevölkerungsdichte 10/km²). Das Geschlechterverhältnis war unausgeglichen (108,31 Männer auf 100 Frauen), 99,6 % waren Muslime. Die Muttersprachen waren: 81,5 % Belutschisch, 16,9 % Brahui, 1,6 % andere Sprachen. 59,1 % der Bevölkerung über 10 Jahre waren Analphabeten (44,6 % der Männer, 74,5 % der Frauen).

## Wirtschaft
De Großteil der Bevölkerung ist in der Landwirtschaft beschäftigt. Nach der Agrarstatistik 2009 war Weizen die wichtigste Rabi-Feldfrucht, gefolgt von Kreuzkümmel mit jeweils 67,7 % und 21 % der Rabi-Anbaufläche. Die wichtigste Kharif-Feldfrucht waren Obst und Zwiebeln mit 44,3 % und 24,3 % der Kharif-Anbaufläche. Die kultivierten Obstsorten waren Mandeln, Äpfel, Aprikosen, Weintrauben, Pfirsiche, Pflaumen, Birnen, Granatäpfel, Datteln, Zitrusfrüchte, Sapote und Feigen.
Im Distrikt gibt es Vorkommen an Chromit und Mangan.